# The Office (US-amerikanische Fernsehserie)
The Office (früherer dt. Titel: Das Büro) ist eine US-amerikanische Comedyserie. Sie basiert auf der britischen Serie The Office von Ricky Gervais, der einige Male einen Gastauftritt in dieser Serie bekam, und Stephen Merchant. Die amerikanische Fassung wurde von Greg Daniels entwickelt und von dessen Produktionsgesellschaft koproduziert, Gervais und Merchant waren nur am Rande in die Produktion eingebunden. In Deutschland zeigte Super RTL die ersten beiden Staffeln von Januar 2008 bis April 2009, in Österreich waren sie von März 2008 bis Juli 2009 auf ORF 1 zu sehen. Die dritte Staffel wurde erstmals im deutschsprachigen Fernsehen seit dem 12. Januar 2014 auf Comedy Central gezeigt. Die letzten drei Staffeln waren erst nach einigen Jahren durch Netflix, bei Veröffentlichung am 15. Januar 2022, in deutscher Synchronisation verfügbar.
Im Gegensatz zur britischen Vorlage, die bereits nach zwei Staffeln im Jahre 2003 eingestellt wurde, wurde die US-Version erst nach neun Staffeln am 16. Mai 2013 mit einem einstündigen Serienfinale beendet. Mit den 25 Episoden der letzten Staffel kommt die Serie somit auf insgesamt 201 Episoden.
Im Jahr 2018 war The Office die meistgestreamte Sendung auf der US-amerikanischen Streamingplattform Netflix, noch weit vor dem zweiten Platz Friends.

## Handlung
Die Serie ist im Mockumentary-Stil angelegt, vorgeblich soll das Leben in einem Großraumbüro des Papiergroßhändlers Dunder Mifflin Inc. in Scranton, Pennsylvania dokumentiert werden. Dabei wechseln sich Szenen aus dem Büroalltag mit „Einzelinterviews“ der handelnden Personen ab, die zuvor Gezeigtes kommentieren und ihm hierdurch oft neue Bedeutung geben.

## Besetzung und Synchronisation

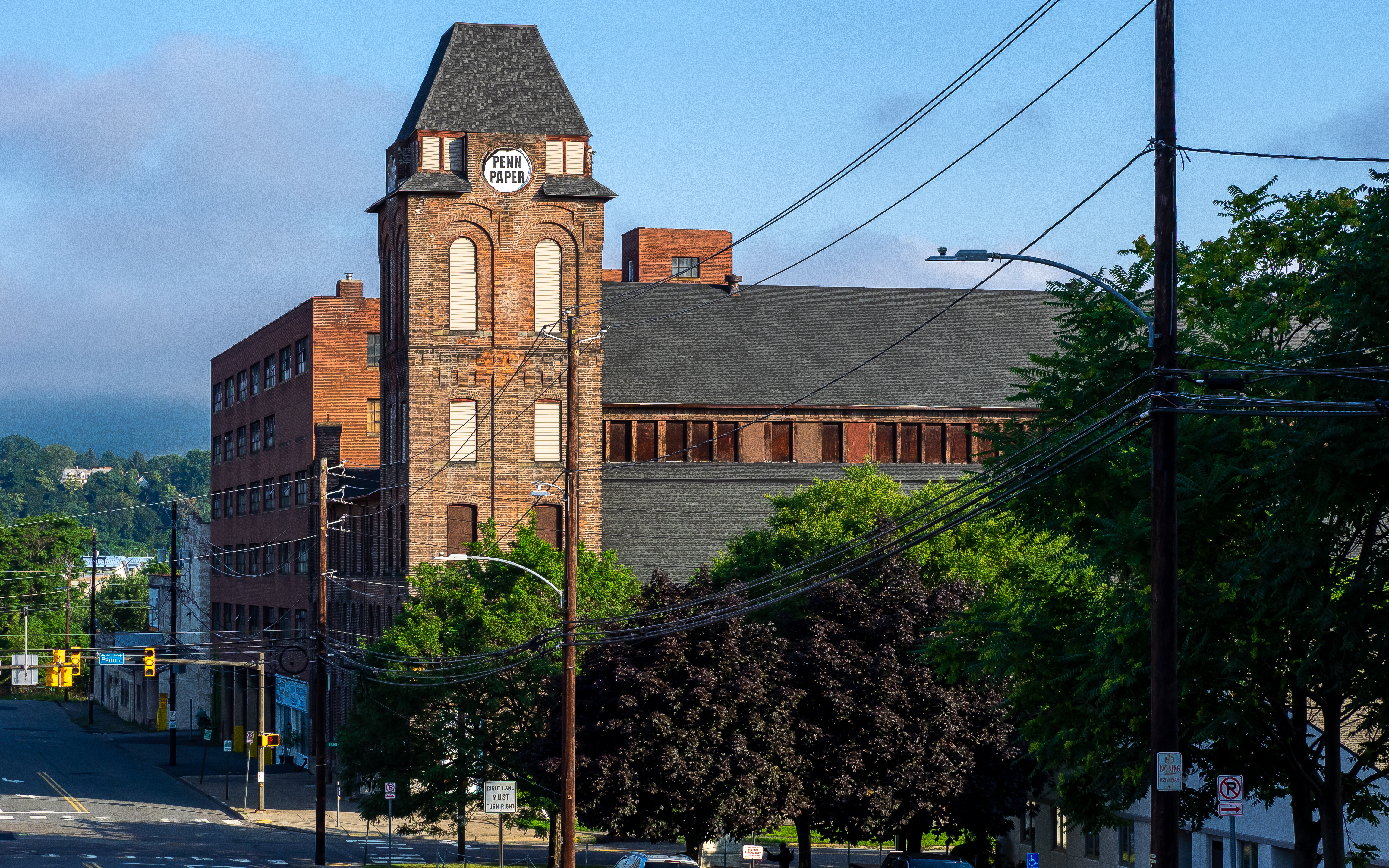
Der Turm der Pennsylvania Paper & Supply Company, wie er im Intro zu sehen ist

| Rollenname        | Schauspieler       | Hauptrolle      | Nebenrolle | Synchronsprecher                                                  |
| ----------------- | ------------------ | --------------- | --- | ----------------------------------------------------------------- |
| Michael Scott     | Steve Carell       | 1.01–7.22       | 9.24–9.25 | Stefan Gossler                                                    |
| Dwight Schrute    | Rainn Wilson       | 1.01–9.25       | | Gerrit Schmidt-Foß                                                |
| Jim Halpert       | John Krasinski     | 1.01–9.25       | | Jaron Löwenberg                                                   |
| Pam Beesly        | Jenna Fischer      | 1.01–9.25       | | Antje von der Ahe                                                 |
| Ryan Howard       | B.J. Novak         | 1.01–8.24       | 9.01, 9.24–9.25                                                                                               | Kim Hasper                                                        |
| Stanley Hudson    | Leslie David Baker | 2.13–9.25       | 1.01–2.12 | Tilo Schmitz                                                      |
| Kevin Malone      | Brian Baumgartner  | 2.13–9.25       | 1.01–2.12 | Hans-Jürgen Wolf (Staffel 1–6) Sven Brieger (Staffel 7–9)         |
| Meredith Palmer   | Kate Flannery      | 2.13–9.25       | 1.01–2.12 | Bettina von Nordhausen (Staffel 1–6) Silvia Mißbach (Staffel 7–9) |
| Angela Martin     | Angela Kinsey      | 2.13–9.25       | 1.01–2.12 | Diana Borgwardt                                                   |
| Oscar Martinez    | Oscar Nuñez        | 2.13–9.25       | 1.01–2.12 | Michael Iwannek                                                   |
| Phyllis Vance     | Phyllis Smith      | 2.13–9.25       | 1.01–2.12 | Martina Treger                                                    |
| Roy Anderson      | David Denman       | 2.14–3.19       | 1.01–2.11, 5.04, 7.16, 9.02                                                                                   | Tobias Kluckert                                                   |
| Jan Levinson      | Melora Hardin      | 2.15–5.04       | 1.01–2.08, 7.04, 7.16, 9.07, 9.15                                                                             | Marina Krogull                                                    |
| Toby Flenderson   | Paul Lieberstein   | 3.01–9.25       | 1.02–2.22 | Bernd Vollbrecht                                                  |
| Kelly Kapoor      | Mindy Kaling       | 3.01–8.24       | 1.02–2.22, 9.01, 9.24–9.25                                                                                    | Ghadah Al-Akel (Staffel 1–6) Dina Kürten (Staffel 7–9)            |
| Andy Bernard      | Ed Helms           | 3.19–9.25       | 3.01–3.18 | Uwe Büschken                                                      |
| Creed Bratton     | Creed Bratton      | 4.01–9.25       | 1.01–3.25 | Frank-Otto Schenk (Staffel 1–6) Lutz Riedel (Staffel 7–9)         |
| Darryl Philbin    | Craig Robinson     | 4.01–9.25       | 1.04–3.20 | Axel Lutter (Staffel 1–6) Marco Kröger (Staffel 7–9)              |
| Erin Hannon       | Ellie Kemper       | 6.01–9.25       | 5.23–5.28 | Anita Hopt (Staffel 5–6) Katharina Schwarzmaier (Staffel 7–9)     |
| Gabe Lewis        | Zach Woods         | 7.01–8.24       | 6.15–6.26, 9.16                                                                                               | Fabian Hollwitz                                                   |
| Holly Flax        | Amy Ryan           | 7.04, 7.11–7.22 | 4.14, 5.01–5.06, 5.28                                                                                         | Sabine Arnhold                                                    |
| Robert California | James Spader       | 8.01–8.24       | 7.25–7.26 | Benjamin Völz                                                     |
| Nellie Bertram    | Catherine Tate     | 8.15–9.25       | 7.25–7.26 | Christin Marquitan                                                |
| Clark Green       | Clark Duke         | 9.01–9.25       | | Tim Schwarzmaier                                                  |
| Pete Miller       | Jake Lacy          | 9.01–9.25       | | Ozan Ünal                                                         |
| Todd Packer       | David Koechner     |                 | 2.02, 2.10, 3.11, 3.14, 6.17, 7.06, 7.17–7.18, 8.15–8.18, 9.19                                                | Detlef Bierstedt                                                  |
| Carol Stills      | Nancy Carell       |                 | 2.03, 2.19, 2.22, 3.06, 3.10, 7.04, 9.25                                                                      | Liane Rudolph                                                     |
| Bob Vance         | Robert R. Shafer   |                 | 2.10, 2.22, 3.05, 3.14–3.15, 4.01, 4.10–5.04, 5.13–5.17, 5.25, 6.04, 6.12, 6.19, 7.06, 9.02, 9.09, 9.20, 9.25 | Jan Kurbjuweit                                                    |
| Billy Merchant    | Marcus A. York     |                 | 2.12, 2.22, 3.05, 4.01, 5.20                                                                                  | Jörg Hengstler                                                    |
| David Wallace     | Andy Buckley       |                 | 2.16, 3.17–3.23, 4.05, 4.08, 5.04, 5.07–6.03, 6.09–6.14, 6.24, 8.22–9.16, 9.21, 9.25                          | Matthias Klages (Staffel 2–7) Lutz Schnell (Staffel 8–9)          |
| Hank Doyle        | Hugh Dane          |                 | 2.20, 4.11, 4.14, 5.04, 5.09, 5.16–5.19, 6.22–7.01, 7.10–8.03, 8.20, 9.07                                     | Rainer Gerlach (Staffel 2) Jürgen Kluckert (Staffel 4–9)          |
| Karen Filippelli  | Rashida Jones      |                 | 3.01–4.01, 4.06, 5.14, 7.17                                                                                   | Vera Teltz                                                        |
| Mose Schrute      | Michael Schur      |                 | 3.05, 4.04–4.14, 5.09, 6.07, 7.02, 7.24, 8.04, 8.24, 9.13–9.25                                                | Fabian Oscar Wien                                                 |
| Charles Miner     | Idris Elba         |                 | 5.18–5.23, 5.26                                                                                               | Oliver Stritzel                                                   |
| Jo Bennett        | Kathy Bates        |                 | 6.14–6.17, 6.24–7.01, 7.24–7.25                                                                               | Regina Lemnitz                                                    |

## Charaktere

### Hauptcharaktere

#### Michael Scott

Logo der fiktiven Dunder Mifflin Inc. in der Serie

Der Chef des Büros, der seine Qualitäten als Führungspersönlichkeit und Entertainer maßlos überschätzt (gespielt von Steve Carell). Im Vergleich zum deutschen Ableger Stromberg ist der Charakter des Michael Scott deutlich sympathischer angelegt. So versucht er, seine Mitarbeiter ständig zu bespaßen und zu unterhalten – sei es durch Filmzitate, Nachahmungen von US-Comedians, selbstgedrehte Videos oder Büro-Partys. Der Humor für den Zuschauer ergibt sich daraus, dass diese Versuche aufgrund des fehlenden Fingerspitzengefühls von Scott meist von den Mitarbeitern als nicht lustig angesehen werden, weil sie in fast allen Situationen unangebracht sind. Scott sieht in seiner Belegschaft seine Familie und möchte stets allen ein guter Chef und vor allem ein guter Freund sein.
Trotz seiner fehlenden Führungsqualitäten wird gelegentlich deutlich, dass Michael ein talentierter Verkäufer ist. Seine Umsätze sind überdurchschnittlich gut und seine Vorgesetzten halten deshalb im Zweifel zu ihm (so stellt Dunder Mifflin ihm ohne Umstände einen Rechtsbeistand, als der Vorwurf der sexuellen Belästigung im Raum steht).
Scott ist zu Beginn der Serie 42 Jahre alt und Junggeselle. Nach meist erfolglosen Flirts bei diversen Gelegenheiten hat er zunächst ab Mitte der zweiten Staffel eine mehr oder weniger platonische Beziehung zu seiner Maklerin. Diese verlässt ihn jedoch am Tage der Weihnachtsfeier, da er ihr nach nur kurzer Zeit schon einen Heiratsantrag macht. Daraufhin ist er eine Zeit lang mit seiner Chefin Jan liiert. Anschließend ist er noch mit Kollegin Holly, die dann aber nach Bekanntwerden der Beziehung versetzt wird, zusammen. Die beiden haben bis dahin die größten Gemeinsamkeiten. Das Verhältnis mit Pams Mutter in der 6. Staffel endet abrupt, nachdem Michael erfährt, dass diese schon 58 Jahre alt ist. Zwischenzeitlich ist er noch mit einer Barbesitzerin zusammen. Im Laufe der 7. Staffel kehrt Holly nach Scranton zurück und kommt wieder mit Michael zusammen. Nach der romantischen Verlobung zum Ende der Staffel gibt Michael bekannt, dass er und Holly das Unternehmen verlassen, um sich um Hollys Eltern zu kümmern. Michael hat im Serienfinale einen Gastauftritt als Dwights Trauzeuge. Es wird bekannt, dass er so viele Fotos von seinen Kindern gemacht hat, dass er sich ein zweites Telefon kaufen musste.

#### Dwight Kurt Schrute III
Dwight Schrute (Rainn Wilson) ist zunächst Assistent des Regionalmanagers (Assistant to the Regional Manager) bis ihm der Aufstieg zum Assistenzregionalmanager (Assistant Regional Manager) gelingt. Die „Beförderung“ stellt sich als reine Motivationsmaßnahme und Erfindung von Michael heraus. Dwight ist sowohl einer der Vertriebsmitarbeiter der Scrantoner Filiale von Dunder Mifflin, Inc. als auch ein Fan diverser Fantasy- und Science-Fiction-Filme und -Serien, wie beispielsweise Der Herr der Ringe, Star Wars und Battlestar Galactica. Sein Charakter ist äußert skurril und schräg, in etwa entspricht er dem Prototyp eines schrulligen Nerds. Gleichzeitig sieht er sich aber auch als einen mit allen Wassern gewaschenen Survivalexperten, der im Büro für Recht und Ordnung zu sorgen hat. Sein Erzfeind ist sein Kollege Jim Halpert, der ihm immer wieder einfallsreiche Streiche spielt, auf die Dwight jedes Mal hereinfällt. Dass er fließend Deutsch spricht und häufig deutsche Begriffe und Sätze einflicht, geht in der deutschen Synchronisation oft unter. Er hat ab Mitte der zweiten Staffel bis Mitte der fünften Staffel ein geheimes Verhältnis mit seiner Kollegin Angela. Auch sonst kommt er erstaunlich gut bei Frauen an. So hat er im Verlauf der Serie mehrere One-Night-Stands, unter anderem mit Pams Freundin, die sich sogar in ihn verliebt. Aus Neid auf das Halpertsche Kinderglück beschließt er schließlich, gemeinsam mit Angela ebenfalls ein Kind zu bekommen. Nach einigem Hin und Her gestehen sie sich am Ende der 9. Staffel ihre Liebe und heiraten im Staffelfinale.

#### Jim Halpert
Jim Halpert (John Krasinski) ist wie Dwight Schrute als Vertriebsmitarbeiter tätig. Im Gegensatz zu Dwight hat er jedoch zu Beginn der Serie keinerlei Ehrgeiz oder auch nur Interesse an seinem Job. Er ist desinteressiert und gelangweilt, weshalb er auch von Michael Scott bewundert wird, der ihn für cool hält. Er verbringt seine Arbeitstage hauptsächlich damit, Dwight Streiche zu spielen und mit der Empfangsdame Pam Beesley zu flirten. Außerdem ist er unglücklich in Pam verliebt, die jedoch mit dem Lageristen Roy verlobt ist. Jim lässt sich nach der zweiten Staffel wegen Pam nach Stamford, Connecticut versetzen, kehrt jedoch Mitte der dritten Staffel wieder nach Scranton zurück, da die beiden Filialen zusammengelegt werden. Von da an ist er auch der neue Assistenzregionalmanager. Des Öfteren interessieren sich attraktive Frauen für ihn. Nach einer Beziehung zu der Arbeitskollegin Karen, die er in Stamford kennengelernt hat, kommt er schließlich mit Pam zusammen und die beiden heiraten in der sechsten Staffel. Die beiden bekommen in der 6. Staffel eine Tochter, Cecelia Marie Halpert und in der 8. Staffel einen Sohn, Philip Halpert. Im Laufe der 9. Staffel versucht Jim, seinen Traum zu verwirklichen und mit einem Freund eine Marketinggesellschaft für Sport (Athlead) zu gründen. Diese wird auch sehr erfolgreich. Da seine Ehe dadurch allerdings in eine Krise gerät, kehrt er Pam zuliebe Vollzeit zu Dunder Mifflin zurück. Trotz aller Rivalität organisiert er Dwight einen tollen Junggesellenabschied und sollte eigentlich auch dessen Trauzeuge werden. Er überlässt den Posten aber Michael Scott, um Dwight eine Freude zu machen. Als Jim und Pam am Serienende kündigen, um doch wieder bei Athlead einzusteigen, lässt sich erkennen, dass sie eine Freundschaft zu Dwight entwickelt haben.

#### Pam Halpert (vormals Beesly)
Pam Halpert (Jenna Fischer) war als Empfangsdame bei Dunder Mifflin tätig und war deshalb den ständigen Streichen und geschmacklosen Witzen von Michael Scott ausgeliefert, wie zum Beispiel einer vorgetäuschten Entlassung. Pam ist künstlerisch sehr begabt und interessiert, weshalb sie mit der Stelle am Empfang nie ganz zufrieden ist. Zu Beginn ist sie mit dem Lageristen Roy verlobt, die Beziehung geht jedoch auseinander. Sie kommt schlussendlich mit Jim Halpert zusammen, den sie auch heiratet, nachdem er jahrelang in sie verliebt war. Pam geht zwischenzeitlich auf eine Kunstschule in New York, verlässt diese aber wieder, nachdem sie merkt, dass es nicht das Richtige für sie ist. Nachdem Michael gekündigt hat und sein eigenes Unternehmen gründet, geht sie als Vertriebsmitarbeiterin mit ihm – und kehrt, nach dem Aufkauf des Unternehmens, als Vertriebsmitarbeiterin zu Dunder Mifflin zurück. Sie hat jedoch, noch hinter Andy Bernard, die schlechtesten Verkaufszahlen. In den ersten Folgen der sechsten Staffel wird sie von Jim Halpert schwanger und bekommt eine Tochter, Cecelia Marie Halpert. In der 8. Staffel bekommt sie noch einen Sohn, Philip. Als Jim nach Philadelphia geht, um seinen Traum zu verwirklichen, kommen in Pam immer größere Zweifel auf, und es kommt zu einer Ehekrise, da sie nicht nach Philadelphia ziehen möchte. Jim gibt ihr zuliebe den Job auf und kehrt nach Scranton zurück. Pam macht sich deswegen aber Vorwürfe, und nach einem Gespräch mit dem ehemaligen Kollegen Darryl, der für das mittlerweile sehr erfolgreiche Unternehmen Athlead arbeitet, verkauft sie das Haus, das Jim für sie gekauft hat, und zieht mit ihrer Familie nach Texas, wo Athlead seinen Unternehmenssitz hat.

### Nebenfiguren
Darryl Philbin (Craig Robinson) ist der Vorarbeiter des Versandlagers. Verantwortungsvoll spielt er oft den komisch trockenen Gegenpol zum Chef Michael Scott. Zu seinem Missfallen schert sich Michael Scott um keine Sicherheitsvorkehrungen, benimmt sich kindisch und verursacht daher Versandverzögerungen. Durch seine dunkle Hautfarbe und die daher von Michael Scott erwarteten Verhaltensweisen entstehen oft amüsante Wortspiele. Auch mit rassistischen Gedankenmustern, die der Chef personalisiert, wird gescherzt, zum Beispiel, dass alle schwarzen Männer Kriminelle sein müssen. Im Endeffekt ist jedoch klar, dass Darryl Philbin wesentlich verlässlicher ist als sein Chef.
Er hat eine kleine Tochter namens Jada, die ihm sehr wichtig ist. Er lebt jedoch getrennt von deren Mutter. In den ersten Staffeln führte er eine eher einseitige Beziehung mit Kelly Kapoor vom Kundenservice und ist dementsprechend nicht traurig, als die beiden sich trennen.
In den Episoden Christmas Party und Local Ad erfährt man, dass Darryl Philbin auch sehr gut Keyboard spielt.
In der sechsten Staffel versetzt Dunder Mifflin Sabre-CEO Jo Bennett ihn in sein eigenes Büro in der Hauptetage, da er sie mit seinen guten Einfällen beeindrucken konnte. Seitdem tritt er häufiger in Folgen auf. Nachdem Michael Scott gekündigt hat, ist er einer der Hauptfavoriten im Rennen um die Chefposition, bereitet sich jedoch auf das Bewerbungsgespräch nicht richtig vor. Manche Episoden sind komplett ihm gewidmet, wie z. B. Lotto, die dritte Folge der achten Staffel.
In der neunten Staffel steigt er mit Jim zusammen in die frisch gegründete Sportmarketinggesellschaft „Athlead“ ein, nachdem er erkannt hat, dass er, genau so wie Jim, keine Karriere bei Dunder Mifflin machen kann. Bei seiner Abschiedsfeier im Büro merkt er, dass er dort doch Freunde hat und vermisst wird.
Stanley Hudson (Leslie David Baker) ist ebenfalls Vertriebsmitarbeiter bei Dunder Mifflin. Als einziger Afroamerikaner im Büro wird er immer dann von Michael eingespannt, wenn dieser beweisen will, dass er nicht rassistisch ist. Die dadurch entstehenden Situationen zeigen jedoch, dass Michael teilweise sehr wohl rassistische Denkmuster hat. Zum Beispiel besteht Michael darauf, dass Stanley unbedingt im Basketballteam des Büros gegen das Lagerteam spielen muss. Es stellt sich jedoch heraus, dass Stanley, im Gegensatz zu Kevin, nicht gut Basketball spielt. Stanley ist geschieden und hat eine Tochter im Teenageralter. Im Laufe der Serie wird bekannt, dass er wieder verheiratet ist, dazu aber noch etliche Affären hat. Er ist ein erfolgreicher Verkäufer, obwohl er seinen Nachmittag mit Mittagsschläfchen verbringt und während der Meetings Kreuzworträtsel macht. Er versucht, sich von seinen Mitarbeitern zu distanzieren, zeigt in einigen Folgen jedoch auch, dass sie ihm wichtig sind. Eine besondere Freundschaft pflegt er vor allem zu Verkäuferin Phyllis Lapin. Im Finale ist zu sehen, dass er sich nach seinem Ruhestand eine Insel in den Everglades gekauft hat und seine Zeit von nun an damit verbringt, Holzfiguren zu schnitzen.
Phyllis Lapin (Phyllis Smith) komplettiert das Vertriebsteam. Sie ist mit Michael gemeinsam zur Highschool gegangen. Phyllis ist eine ruhige, eher liebenswürdige Frau, hat jedoch auch eine gehässige Seite. Gelegentlich sagt sie jemandem offen, dass sie ihn nicht mag. Außerdem ist sie regelmäßig im Partyplanungskomitee für die Planung von Feiern zuständig. Sie ist mit einem Unternehmer, Bob Vance von Vance Refrigeration, verlobt, den sie später heiratet. Der Heirat ist eine eigene Folge, Episode 16 der dritten Staffel, gewidmet.
Angela Martin (Angela Kinsey) arbeitet in der Buchhaltung der Scrantoner Niederlassung. Sie ist sehr konservativ in ihren Ansichten und gerät bei der Planung von Feiern regelmäßig mit Phyllis aneinander, außerdem hält sie nicht viel von Pam Halpert. Sie hat eine Beziehung mit Dwight, zwingt ihn jedoch lange, dies geheim zu halten. Später zwingt sie Dwight sogar per Vertrag, mit ihr zu schlafen, um ein Kind zu machen. Sie trennt sich jedoch von ihm, als sie den Senator Robert Lipton kennenlernt. Es stellt sich allerdings heraus, dass er schwul ist und ein Verhältnis mit ihrem Kollegen Oscar hat. In der 8. Staffel bekommt sie einen Sohn Philip. Zum Ende der 9. Staffel stellt sich jedoch heraus, dass das Kind von Dwight ist, was dieser schon vermutet hatte. Die beiden heiraten schließlich am Serienfinale, und Angela wird etwas lockerer. Sie hegt zudem noch eine große Liebe zu Katzen und besitzt einige davon. Es ist mehrfach erkennbar, dass sie regelmäßig die Kirche besucht und christlich ist.
Kevin Malone (Brian Baumgartner) ist Buchhalter, obwohl er gar nicht richtig rechnen kann, was mehrfach bewiesen wird. Er hat ein recht einfaches Gemüt. Kevin ist stark übergewichtig und hat auch andere körperliche Leiden, wie z. B. eine Analfissur, Probleme mit Fußgeruch und Verdacht auf Hautkrebs. Kevin war eine Zeit lang verlobt. Als Dwight gegen Ende der letzten Staffel Manager von Dunder Mifflin wird, wirft er ihn raus, weil er als Buchhalter nicht geeignet ist. Beim Aufrollen seiner Konten wird klar, dass er oft eine ausgedachte Zahl, die „Keleven“, verwendet hat, um seine Fehler zu verdecken. Er kauft sich schließlich eine Bar, in der dank Jim die Junggesellenabschiedsparty für Dwight ausgetragen wird. Dabei drängt Jim auf eine Aussprache zwischen den beiden, und Dwight gesteht, dass er Kevin eigentlich sehr vermisst, weswegen er ihn letztlich auch zu seiner Hochzeit mit Angela einlädt.
Oscar Martinez (Oscar Nuñez) ist der dritte Buchhalter in Scranton. Seine Homosexualität wird von Michael geoutet, worauf Oscar zunächst kündigen will. Er bleibt allerdings, nachdem Dunder Mifflin ihm einen großzügigen außergerichtlichen Vergleich anbietet, um nicht durch ein Verfahren in die Schlagzeilen zu kommen. Oscar stammt aus Mexiko. Seine Freundschaft zu Buchhalterin Angela Martin wird erst in der letzten Staffel so richtig bemerkbar, als Angela von ihrem schwulen Ehemann verlassen und aus ihrem Apartment gekündigt wird. Das Verhältnis zwischen Oscar und Angelas Ehemann hält nicht lange und er verlässt Oscar für einen schwulen Kollegen, welches er bei einer Pressekonferenz mit Angela offenbart. Sie wohnt zeitweise mit in Oscars Wohnung. Oscar wird als ordentlicher, strukturierter Mensch dargestellt, der zusammen mit Jim und Pam „den Wahnsinn im Büro“ ausgleicht, trotzdem lästert er gerne zusammen mit Angela und den anderen Frauen im Büro.
Meredith Palmer (Kate Flannery) ist im Einkauf tätig. Sie ist alkoholabhängig und spricht nicht viel mit den anderen. Unter stärkerem Alkoholeinfluss entwickelt sie exhibitionistische Züge. Meredith ist zweimal geschieden und hat einen schlecht erzogenen Sohn, der ihr zusätzliche Probleme bereitet. Sie geht mit ihrem Körper sehr offen um, somit muss sie am meisten von allen Mitarbeitern zensiert werden, zum Beispiel, als ihr Kleid verrutscht und dadurch ihre Brust zu sehen ist. Des Weiteren versucht sie mehrmals Kollegen, unter anderem Michael, Jim oder auch einen Lageristen, zu verführen. Sie schert sich nicht um die Meinung der anderen und fährt einen alten Minivan. Außerdem behält sie stets einen Vorrat an Alkohol in der untersten Schublade ihres Arbeitsplatzes, was im Finale sichtbar wird.
Ryan Howard (B. J. Novak) beginnt als Aushilfskraft im Vertrieb. Er ist ambitioniert und möchte möglichst schnell ins Management aufsteigen. Michael möchte ihn unbedingt als Freund gewinnen, nutzt ihn jedoch auch als persönlichen Dienstboten. Ryan wird an verschiedenen Stellen im Betrieb eingesetzt und schließlich fest übernommen. Er entwickelt sich zum Überflieger und steigt schnell ins Management von Dunder Mifflin auf. Später verstrickt er sich in einen Korruptions- und Untreuefall, wird entlassen und auf Bewährung verurteilt. Michael holt ihn zurück in die Scrantoner Filiale. Er hat eine On-Again/Off-Again-Beziehung mit Kelly Kapoor vom Kundendienst und nutzt sie eigentlich nur aus. Als er in der letzten Staffel zum Finale zurückkehrt, ist er bereits alleinerziehender Vater, während Kelly mit einem Arzt zusammen ist. Die beiden fallen übereinander her und rennen zusammen in den Sonnenuntergang, während er sein Kind zurücklässt, um das sich von nun an Nellie Bertram kümmern wird.
Toby Flenderson (Paul Lieberstein) vertritt die Personalabteilung (Human Resources) in Scranton und ist dadurch nicht direkt Michael unterstellt. Mit seiner fast stoischen Gelassenheit wirkt er häufig als Korrektiv zu Michaels aktionistischer Art. Des Öfteren versucht Michael ihn loszuwerden und macht ihn dauerhaft grundlos fertig. Toby ist geschieden und hat eine Tochter im Vorschulalter. Er ist sehr stolz darauf, dass er ein Jurymitglied für den Fall des Würgers von Scranton („The Scranton Strangler“) war und spricht auch noch Jahre später davon, da es einer der wenigen interessanten Momente in seinem Leben war. Er ist unglücklich in Pam verliebt und verlässt deshalb Dunder Mifflin in der 5. Staffel, um nach Costa Rica zu gehen, kehrt aber wenig später wieder in seinen alten Job zurück, da er sich auf Costa Rica eine Verletzung zugezogen hat. Toby schreibt an seinem Buch „Chad Flenderson“ und erwähnt seine Romanideen mehrfach, was seinen Kollegen auf die Nerven geht.
Kelly Kapoor (Mindy Kaling) arbeitet im Kundenservice. Sie verhält sich häufig so, als sei sie geistig noch ein Teenager. Sie beginnt eine Beziehung mit Ryan und glaubt, damit den Mann fürs Leben gefunden zu haben, was dieser anders sieht. Später nimmt sie an einem Management-Trainee-Programm der neuen Mutterunternehmen Sabre teil. Kelly ist indischer Abstammung und Hindu, weiß aber so gut wie nichts über ihre Kultur und ihren Glauben. Sie verlässt Dunder Mifflin am Anfang der 9. Staffel, um ihrem Freund zu folgen, lässt ihn aber nach Dwights Hochzeit sitzen und rennt mit Ryan in den Sonnenuntergang.
Andrew „Andy“ Bernard (Ed Helms) kommt durch die Zusammenlegung mit der Stamford-Filiale nach Scranton und schafft es als einziger, sich zu integrieren. Mit Beginn der achten Staffel übernimmt er den nach dem Weggang Michaels frei gewordenen Posten des Regionalmanagers. Er war kurze Zeit mit Angela verlobt und dann mit der Rezeptionistin Erin zusammen. Nachdem sein Vater durchgebrannt ist, muss er die Familienangelegenheiten regeln und segelt einige Monate mit seinem Bruder auf die Bahamas, ohne dem Büro Bescheid zu sagen oder seinem Vorgesetzten etwas davon zu erzählen. Die Beziehung zu Erin ging deshalb in die Brüche, und er kündigt bei Dunder Mifflin, um ein Star zu werden, da er ein sehr guter Sänger ist und Banjo spielt. Am Ende kehrt er an seine alte Universität Cornell zurück, die er ständig erwähnt hat.
Janet „Jan“ Levinson (Melora Hardin) ist Michaels Vorgesetzte in New York. Sie ist meist nur telefonisch zugeschaltet, fährt aber hin und wieder nach Scranton, um nach dem Rechten zu sehen. Jan ist eine gewissenhafte Geschäftsfrau und rügt Michael ständig für seine Verfehlungen. Nach ihrer Scheidung verbringt sie eine Nacht mit Michael, versucht jedoch in der Folge, die Beziehung zu ihm auf einer rein professionellen Ebene zu halten. Tatsächlich scheint sie ihn sehr zu mögen und ist eifersüchtig auf Michaels Kurzzeitfreundin Carol. Schließlich gehen die beiden eine Beziehung ein, trennen sich kurz darauf aber wieder. Noch während der Beziehung mit Michael wird sie entlassen, woraufhin sie Dunder Mifflin verklagt und Michael zwischen beide Fronten schiebt. Dieser entscheidet sich jedoch dafür, gegen seine Freundin auszusagen und seinem Arbeitgeber nicht in den Rücken zu fallen. Als Beweismittel hat sie ohne Erlaubnis sein Tagebuch verwendet. In der 18. Folge der vierten Staffel wird bekannt, dass sie durch einen Samenspender schwanger ist. Ihre Tochter Astrid ist mehrfach zu sehen. In Staffel neun ist sie Geschäftsführerin der Scranton White Pages, dem größten Papierabnehmer von Dunder Mifflin, und bekommt Clark mehrere Tage lang zugesprochen.
Erin Hannon (Ellie Kemper) wird als Ersatz für Pam am Empfang eingestellt, als diese gegen Ende der fünften Staffel mit Michael und Ryan eine eigene Papiervertriebsgesellschaft gründet und kurz danach zu Dwight, Jim, Stanley, Andy und Phyllis ins Vertriebsteam wechselt. Im Laufe der Serie wird sie mehrfach als naiv dargestellt. Michael entwickelt sich für sie zu einem väterlichen Freund, da sie in einem Waisenhaus aufgewachsen ist und ihre Eltern nie kennengelernt hat. Zuerst führt sie eine glückliche Beziehung mit Andy, zu Beginn der siebten Staffel ist sie aber mit Gabe Lewis zusammen, obwohl sie ihn nie mochte. Nachdem die erneute Beziehung mit Andy scheitert, da er mehrere Monate lang auf einem Segeltrip ist und kaum Kontakt mit ihr aufnimmt, obwohl er Gelegenheit dazu gehabt hätte, kommt sie mit dem in der neunten Staffel neu eingestellten Pete („Plop“) zusammen. Im Finale lernt sie letztendlich ihre leiblichen Eltern kennen, die die Dokumentation und damit auch Erins Suche nach ihren Eltern verfolgt haben.
Gabriel „Gabe“ Lewis (Zach Woods) kommt mit der Übernahme durch Sabre nach Scranton, um die Integration voranzutreiben. Er liebt Horrorfilme und hat eine kurze Beziehung mit Erin. Seine Kollegen hegen eine starke Abneigung gegen ihn. Gabe verwickelt sich in einen Streit mit Michael, da dieser das Gefühl hat, dass Gabe von den Angestellten nunmehr als Boss wahrgenommen wird und nicht er selbst.
Creed Bratton (Creed Bratton) ist der älteste Angestellte der Niederlassung und für die Qualitätssicherung zuständig, um die er sich jedoch augenscheinlich nicht sehr bemüht. Er wird als mysteriös dargestellt und taucht nicht sonderlich häufig auf dem Bildschirm auf. Es wird immer wieder deutlich, dass er seine Aufgaben nicht erfüllt und nicht einmal weiß, in welcher Branche Dunder Mifflin tätig ist. Außerdem offenbart er bei verschiedenen Gelegenheiten kleptomanische Züge und erwähnt, dass er eine Zeit lang als Obdachloser gelebt hat. Darüber hinaus ist er in dubiose Geschäfte verwickelt wie z. B. Ausweisfälschung und mehrmals gibt es Anspielungen darauf, dass er Mord begangen hat. Als Kind verbrachte er einige Jahre in einer eisernen Lunge.
Nellie Bertram (Catherine Tate) bewirbt sich erfolglos um Michaels Nachfolge, übernimmt dann jedoch die neu geschaffene Stelle des „Special Project Managers“. Sie hat einen deutlichen britischen Akzent und fällt durch soziale und berufliche Inkompetenz sowie eine völlig irrationale Verhaltensweise auf. So nimmt sie einfach Andrews Stelle als „Acting Manager“ ein, als dieser in Tallahassee ist um Erin zurückzuholen.
Aus diesem Grund wird sie von Andy sehr gehasst und offen benachteiligt. Sie versucht, ein Kind zu adoptieren, und nimmt am Ende Ryans Kind bei sich auf, das er zurückgelassen hatte.
David Wallace (Andy Buckley) ist Chief Financial Officer der Unternehmenszentrale in New York. Trotz Michaels ungewöhnlichem Führungsstil stärkt er ihm oft den Rücken. Als Dunder Mifflin finanziell vor dem Ruin stand, wird er entlassen. Danach stürzt er zunächst in ein Loch, erfindet aber mit seinem Sohn einen Staubsauger, der Dinge anheben kann und dessen Patent für mehrere Millionen vom US-Militär aufgekauft wird. Mit diesem Geld kauft er auf Andys Bitten Dunder Mifflin zurück, wodurch in der letzten Staffel nur noch eine Filiale geöffnet hat.
Holly Flax (Amy Ryan) übernimmt zeitweise die Personalabteilung von Toby. Sie pflegt einen ähnlichen Humor wie Michael und versteht sich daher gut mit ihm. Als sich die beiden näherkommen, wird sie nach Nashua versetzt. Dort hat sie einen Verlobten A.J. Sie wird noch einmal für kurze Zeit als Tobys Vertretung nach Scranton versetzt, und Michael gesteht ihr, dass er immer noch Gefühle für sich hat. Sie stellt A.J. ein Ultimatum, ihr einen Heiratsantrag zu machen und als er dies nicht tat, trennte sie sich von ihm. Sie kommt wieder mit Michael zusammen. Schließlich machte Michael ihr einen Heiratsantrag und weil es ihrem Vater nicht gut geht, verlassen Michael und sie Dunder Mifflin, um sich um ihre Eltern zu kümmern. Im Finale wird bekannt, dass sie mehrere Kinder haben.
Roy Anderson (David Denman) ist zu Beginn der Serie mit Pam verlobt und im Lager beschäftigt. Nachdem ihr Jim seine Liebe gesteht, trennt sie sich von Roy. Er versucht im Laufe der 3. Staffel Pam zurückzugewinnen, wird dann aber aufgrund eines Angriffes auf Jim entlassen. In der 9. Staffel sind Pam und Jim zu seiner Hochzeit eingeladen und sie finden heraus, dass er jetzt sehr erfolgreich ist.
Karen Filippelli (Rashida Jones) arbeitet zunächst in der Niederlassung in Stamford, in welche sich Jim versetzen lässt, nachdem Pam bekannt gibt, Roy zu heiraten, wird aber aufgrund der Filialenzusammenlegung nach Scranton versetzt. Dort beginnt sie eine Beziehung mit Jim. Nach der Trennung wechselt sie abermals den Standort, diesmal nach Utica. In einer späteren Folge wird bekannt, dass sie mittlerweile geheiratet hat und schwanger ist.
Robert California (James Spader) kommt nach der Übernahme von Dunder Mifflin durch Sabre nach Scranton und ist für eine gewisse Zeit CEO von Dunder Mifflin-Sabre. Obwohl sich die Unternehmenszentrale in Tallahassee befindet, hält er sich die meiste Zeit im Konferenzraum der Scrantoner Filiale auf, weil ihm die Atmosphäre dort besser gefällt. Er fällt vor allem durch Trinkexzesse und irrationale Entscheidungen auf, außerdem verwickelt er seine Angestellten gerne in tiefgründige Gespräche. Während seiner Zeit als CEO trennt er sich von seiner Frau, woraufhin er ihr gemeinsames Haus verkaufen muss. Nach dem Rückkauf des Unternehmens durch David Wallace verschwindet er für den Rest der Serie.
Clark (Clark Duke) und Pete (Jake Lacy) übernehmen nach dem Ausscheiden von Kelly und Ryan den Kundenservice. Pete kommt im Laufe der neunten Staffel mit der Sekretärin Erin zusammen, während Clark von den Kollegen als eine Art „zweiter Dwight“ bezeichnet wird.
William „Billy“ Merchant (Mark York) ist der Hausverwalter des Scranton Business Park, dem Büropark, in dem sich die Dunder-Mifflin-Niederlassung befindet. Billy ist körperlich behindert und benutzt seit seinem vierten Lebensjahr einen Rollstuhl. Er wirkt ruhig und professionell, ignoriert Michaels Unhöflichkeiten und begegnet ihm großzügig. Nach dem Kauf des Gebäudes durch Dwight tritt Billy nicht mehr in Erscheinung.

## Auszeichnungen
- 2006 wurde Steve Carell als Bester Hauptdarsteller in einer Serie (Komödie/Musical) mit dem Golden Globe ausgezeichnet, in den Jahren 2007 bis 2009 wurde er jeweils für den gleichen Preis nominiert.
- 2006 wurde die Serie zudem als Beste Comedy-Serie mit dem Emmy ausgezeichnet. Nominierungen erhielt unter anderem Carell als Bester Hauptdarsteller in einer Serie (Komödie/Musical).